# محمدنبی بن احمد تویسرکانی
محمدنبی بن احمد تویسرکانی محدث اخلاقی و فقیه اصولی (متوفای حدود ۱۳۲۰ ق) در رودآور تویسرکان به دنیا آمد. سپس به اصفهان رفته نزد بزرگان و علماء اعلام آن سامان درس آموخت. هنوز چند سالی بیشتر از این هجرت سپری نشده بود که پدر و تنها پشتوانة مالی خود را از دست داد. مدتی بعد به امید بهره گرفتن از میراث پدری به تویسرکان بازگشت، اما از همة ارثیة تصاحب شده توسط خویشان ـ به تعبیر صاحب ترجمه ـ چیزی بیش از بهای نان یک سال نصیب او نشد. این بار بود که وی با توکل قوی و کامل بر خدای بزرگ به سوی درس و بحث خود بازگشت و با تکیه بر خدای تعالی سخت کوشانه‌تر از پیش به آموختن علوم و معارف اهل بیت (ع) پرداخت و زهد و بی اعتنایی به دنیا را سرلوحة زندگی خویش کرد. سالها پس از سپری کردن دوران تحصیل و أخذ اجازه‌های متعدد فقهی و حدیثی از اساتید بزرگ، دوباره به زادگاه خود بازگشت و به ارشاد خلق و تدریس علوم دینی پرداخت؛ ولی از آنجا که تویسرکان گنجایش او را نداشت و دریا در کوزه نمی‌گنجید، بعد از گذشت چند سال به تهران مهاجرت کرده و در آنجا سکونت اختیار نمود. در آنجا نیز با همة امکانی که برایش مهیا بود، بر خلاف بسیاری از عالمان زمان خود، بسیار منزوی زندگی می‌کرد و جز با خواص از اهل ایمان و شیفتگان خود انس چندانی نداشت. با این حال منشأ آثار و برکات اجتماعی فراوانی بود. ساخت مسجد ـ که هنوز هم به نام وی شناخته می‌شود ـ حمام و وقف موقوفات از کارهای اجتماعی این محدث است. هیچگاه به ثروت اندوزی نپرداخت. هر چه به دستش می‌رسید اگر نیازی به آن نمی‌دید به دیگری می‌بخشید.

## آثار فقهی و اصولی
چیزی نزد او پراهمیت‌تر از دانش معصومین (ع) و خدمت به فرهنگ ناب آنان، نبود. علاوه بر وعظ و گفتار، به نوشتن و تألیف نیز می‌پرداخت. پاره‌ای از آثارش را در زمان حیات به چاپ رسانید. از آثار فقهی و اصولی او می‌توان به کتابهای «جامع المسائل» در فقه شیعه در چندین مجلد، «مقداریة» که بحثی فقهی در اوزان و مقادیر شرعی و عرفی است، «نهایة الأفکار» و «الرسالة الارشادیة» و «الرضاع» و «لب المسائل» و «منازعة المحققین» اشاره کرد.

### آثار حدیثی
محدث تویسرکانی علاوه بر نگارش آثاری که در علم اصول داشت، در شناخت حدیث و تتبع در روایات و دسته‌بندی و شرح آنها سعی می‌ورزید. ثمرة سالهای پایانی عمرش را کتاب حدیثی «لئالی الأخبار» پر کرد، که کتابی در سیر و سلوک متشرعانه است. وی که در دسته‌بندی احادیث و ارائة فهرستوارة موضوعات حدیثی کار کرده‌است، نتائجی از اینگونه دریافت‌های حدیثی را همراه با نکات ظریف و حکایات دلنشین به خواننده کتاب ارائه می‌کند. این کتاب حدیثی در سه مجلد رحلی در مدت شش سال به انجام رسیده‌است. چاپ سنگی نخست کتاب، توسط مؤلف تصحیح شده و غلطنامه‌ای برای آن در پایان آورده شده‌است.

## اجازات فقهی و حدیثی
مؤلف در پایان کتاب زندگینامة خود نوشت ولی بسیار مختصر خود را به همراه برخی اجازه‌نامه‌های اساتید خود آورده که بیشتر آنها در برگیرندة اجازات روایی مؤلف نیز هست.
از آن جمله، اجازه نامة مولا محمد جعفر آباده‌ای مورخ ذی الحجة ۱۲۷۹ قمری و مولا حسینعلی تویسرکانی و مولا عبد الرحیم اصفهانی و سید حبیب‌الله موسوی و شیخ زین العابدین هزار جریبی و حاج میرزا ابوالقاسم ـ معروف به شیخ العراقین کرباسی ـ اصفهانی، و حاج ملا علی کنی ـ صاحب کتاب " القضاء "ـ و سید اسماعیل موسوی بهبهانی، و مولا محمود میثمی عراقی است که اجازه‌های اینان همگی آمیخته با الفاظ بلند و تجلیل و تکریم محدث تویسرکانی است.

## درگذشت
سرانجام در حدود سال ۱۳۲۰ قمری در شهر تهران بدرود حیات گفته و در جوار حضرت عبد العظیم حسنی (رض) در شهر ری به خاک سپرده شد. پس از انقلاب با ویران شدن قبر ناصر الدین شاه قاجار، صورت قبر شیخ محمد نبی تویسرکانی هم از میان رفته و محل قبر محو گردیده‌است.